# Andreas Weissmüller
Andreas Weissmüller (* 2. Januar 1882 in Kelheim; † 11. Oktober 1950 in Riedenburg) war ein deutscher Jurist und Ministerialbeamter.

## Leben
Andreas Weissmüller absolvierte vom 15. Oktober 1907 bis 10. Dezember 1910 einen Probedienst bei der Marineintendantur der Ostsee. Anschließend trat er als außerplanmäßiger Marineintendaturassessor in die Kaiserliche Marine ein. Vom 10. Dezember 1910 bis 31. Juli 1918 war er erst im Verwaltungsressort der Kaiserlichen Werft Kiel, dann bei der Marineintendantur der Marinestation der Ostsee, kam in das Reichsmarineamt bzw. der Marineintendantur der Marinestation der Nordsee. Am 1. April 1913 wurde er etatmäßiger Marineintendaturassessor und am 1. Mai 1916 außeretatmäßiger Marineintendanturrat. Zusätzlich wurde er am 20. September 1916 mit Patent vom 19. Mai 1916 Hauptmann d. R. Ab 1. August 1918 war er bis 31. Oktober 1919 im Reichsmarineamt, wurde hier am 14. August 1918 planmäßiger Marineintendanturrat und wurde mit dem Charakter als Admiralitätsrat ausgezeichnet.
Anschließend wurde er als Geheimer Regierungsrat und Vortragender Rat an das Reichsschatzministerium versetzt. Am 11. Juni 1920 erfolgte eine Umbenennung und er war fortan als Ministerialrat aktiv. Am 22. März 1925 wurde er in den einstweiligen Ruhestand entlassen.
Bereits am 25. März 1925 wurde er erst vorübergehend bei der Marineleitung angestellt, wo er bis 3. November 1934 in der Abteilung für Werftverwaltungsangelegenheiten im Allgemeinen Marineamt blieb. Am 2. Februar 1926 wurde er zum 1. Januar 1926 als Ministerialrat reaktiviert. Auch mit der Überführung der Marineleitung in das Oberkommando der Kriegsmarine (OKM) behielt er seine vorige Funktion und blieb bis Kriegsende im OKM. Am 20. Mai 1944 wurde er mit dem Charakter als Ministerialdirigent ausgezeichnet.
1908 hatte er an der Universität Würzburg seine Promotion zum Thema Die Interessensphären: Eine kolonialrechtliche Studie mit besonderer Berücksichtigung von Deutschland abgeschlossen.